# Comité français d'accréditation
Pour les articles homonymes, voir COFRAC.
Le Comité français d'accréditation (Cofrac) est une  association chargée de délivrer les accréditations aux organismes intervenant dans l'évaluation de la conformité en France. Plus précisément, il s'agit d'une association loi de 1901, à but non lucratif, fondée en 1994 à Paris par les pouvoirs publics.

## Historique
Le Comité français d'accréditation est issu de la réunion, le 29 avril 1994, du Réseau national d'essais (RNE) et d'une partie du Bureau national de métrologie (BNM), France étalonnage accréditation (BNM-FRETAC). 
Avant sa création, c'est un service du Bureau national de métrologie, le BNM-FRETAC, qui se charge de l'habilitation des laboratoires d'étalonnage. Par une méthode d'évaluation, le BNM-FRETAC autorise les laboratoires d'étalonnage habilités à travailler en son nom et à apposer son logotype sur leur certificat d'étalonnage. À la création du Cofrac, BNM-FRETAC est transféré au sein du nouvel organisme où il devient la section étalonnage.
En février 1993, Alain Brune, alors député du Jura, remet son rapport La certification, clé d'un nouvel essor économique qui préconise notamment la création d'un système national d'accréditation.
Le Cofrac est officiellement reconnu comme instance nationale d'accréditation par le décret no 2008-1401 du 19 décembre 2008.

## Organisation
L'ensemble des intérêts liés à l'accréditation sont représentés au sein de son conseil d'administration et plus de 3 760 accréditations sont gérées par l'association fin 2017, dont 1 904 en laboratoires, 792 inspections, 164 en certification et 901 en santé humaine.
Des accords multilatéraux (multilateral agreements) cosignés par le Cofrac donnent, sous certaines conditions, aux accrédités Cofrac en France une reconnaissance dans plus de 90 pays à travers le monde. Le Cofrac est membre de l'organisation européenne European co-operation for accreditation (EA) elle-même membre d'International Laboratory Accreditation Cooperation (en) (ILAC). À ce titre, le Cofrac fait l'objet d'évaluations régulières de la conformité de ses pratiques par l'organisation européenne EA.
Les différentes parties intéressées à l’accréditation sont représentées grâce aux membres actifs de l’association Cofrac répartis au sein des 3 collèges présents au conseil d’administration et à l’assemblée générale :
- A, entités accréditées ;
- B, fédérations et groupements professionnels ;
- C, organisations ou associations de consommateurs, grands acheteurs (publics ou privés).

Les accréditations sont gérées par des sections spécialisées :
- une section laboratoires a pour mission l’accréditation des laboratoires d’essais et d’étalonnage, des organisateurs de comparaisons interlaboratoires et producteurs de matériaux de référence. Elle intervient également dans le cadre de l'agrément des bonnes pratiques d'expérimentation (BPE) et des bonnes pratiques de laboratoire (BPL) ;
- une section santé humaine est créée en 2010 pour prendre en charge l'accréditation de tout ce qui touche à la santé et au secteur médical, avec en premier lieu les laboratoires de biologie médicale, pour lesquels l'accréditation est obligatoire ;
- une section inspection accrédite les bureaux de contrôle ainsi que les organismes qui vérifient, pour le compte de l’État, les instruments de mesure réglementés selon la norme NF EN ISO/CEI 17020 (métrologie légale) ;
- une section certifications gère l'accréditation des organismes qui délivrent des certifications, des qualifications d'entreprises ou effectuent des vérifications environnementales, selon le Référentiel national qualité (RNQ)[4].

## Gouvernance
Daniel Pierre, ingénieur général des mines, est le premier directeur du Cofrac de 1994 à 2013. 
De 2013 à 2018 le Cofrac est dirigé par Bernard Doroszczuk, ingénieur général des mines, ancien directeur régional et interdépartemental de l'environnement et de l'énergie de la région Île-de-France. Il est ensuite nommé président de l'autorité de sûreté nucléaire. 
Sur proposition de Joël Karecki, président du Cofrac, le conseil d'administration a entériné la nomination de Dominique Gombert, ingénieur des mines, au poste de directeur général le 19 décembre 2018. Succédant à Bernard Doroszczuk, il a pris ses fonctions le 2 janvier 2019.